# Вуд, Пегги
Пегги Вуд (англ. Peggy Wood, 9 февраля 1892 — 18 марта 1978) — американская актриса, номинантка на «Оскар» в 1965 году.

## Биография
Мэри Маргарет Вуд (англ. Mary Margaret Wood), ставшая известной как Пегги Вуд, родилась в Бруклине, Нью-Йорк, 9 февраля 1892 года. Свою карьеру она начала как певица в хоре в 1910 году. Затем она стала появляться на Бродвее в качестве певицы. В конце 1920-х годов у неё были уже главные роли во многих бродвейских комедиях, среди которых пьеса «Венецианский купец» (1928), где она сыграла Портию. Помимо Нью-Йорка она также много выступала в Лондоне в 1930-х годах. За свою работу в театре она неоднократно становилась лауреатом многих премий, а с 1959 по 1966 год была президентом Американского национального театра и академии (ANTA).
Из-за того что Пегги Вуд много времени посвящала театру, её фильмография довольно мала. Одними из первых фильмов с её участием стали «Женское чудо» (1929) и «Звезда родилась» (1937), где она сыграла небольшую роль секретарши на киностудии. Последней её киноролью стала настоятельница монастыря в музыкальном фильме «Звуки музыки» (1965), за роль которой она была номинирована на «Оскар» как лучшая актриса второго плана. У актрисы также были несколько ролей и в телесериалах, среди которых «Доктор Килдер» и «Одна жизнь, чтобы жить».
Пегги Вуд является автором двух автобиографий «How Young You Look» (1941) и «Arts and Flowers» (1965).
Актриса дважды выходила замуж и дважды становилась вдовой. Её первый муж, поэт и писатель Джон Уивер, умер в 1938 году, после 14 лет брака. От него она родила своего единственного сына Джона Уивера. Её вторым мужем был Уильям Уоллинг, с которым она была вместе с 1946 по 1973 год.
Пегги Вуд умерла от инсульта 18 марта 1978 года в возрасте 86 лет.

## Избранная фильмография
- Женское чудо (1929) — Бриджит
- Звезда родилась (1937) — Мисс Филлис
- Главная улица к Бродвею (1953) — Играет себя (в титрах не указана)
- Звуки музыки (1965) — Настоятельница монастыря